# Sean Murray (compositore)
Sean Murray (Santa Barbara, 1965) è un compositore statunitense.

## Biografia
Ha lavorato soprattutto come compositore delle colonne sonore per videogiochi. Insieme a Dave Anthony ha lavorato alla serie Call of Duty come compositore.